# Eizo Yuguchi
Eizo Yuguchi (4 iulie 1945 - 2 februarie 2003) a fost un fotbalist japonez.

## Statistici
| Japonia | Japonia | Japonia |
| An      | Meciuri | Goluri  |
| ------- | ------- | ------- |
| 1969    | 1       | 0       |
| 1970    | 4       | 1       |
| Total   | 5       | 1       |